# Leon Kulesza
Leon Ignacy Kulesza (ur. 12 czerwca 1911 w Woli Szydłowieckiej, zm. 23 lub 24 kwietnia 1940 w Katyniu) – polski nauczyciel, podporucznik piechoty rezerwy Wojska Polskiego, ofiara zbrodni katyńskiej.

## Życiorys
Syn Ignacego i Heleny z Dąbkowskich.
W 1931 roku ukończył Seminarium Nauczycielskie w Słupcy, pracował jako nauczyciel w szkole powszechnej w Skoczylasach.
Ukończył Dywizyjny Kurs Podchorążych Rezerwy 4 DP przy 67 pułku piechoty w Brodnicy. Na stopień podporucznika rezerwy został mianowany ze starszeństwem z 1 stycznia 1936 i 3556. lokatą w korpusie oficerów piechoty. Został przydzielony w rezerwie do 14 pułku piechoty we Włocławku.
W nieznanych okolicznościach, po agresji ZSRR na Polskę (17 września 1939) dostał się do niewoli sowieckiej. Od grudnia 1939 przebywał w obozie jenieckim w Kozielsku. 22 kwietnia 1940 został przekazany do dyspozycji naczelnika Zarządu NKWD Obwodu Smoleńskiego – lista wywózkowa 040/3 z 20 kwietnia 1940. 23 lub 24 kwietnia 1940 został zamordowany w Katyniu przez funkcjonariuszy Obwodowego Zarządu NKWD w Smoleńsku oraz pracowników NKWD przybyłych z Moskwy na mocy decyzji Biura Politycznego KC WKP(b) z 5 marca 1940. Ofiary tej zbrodni grzebano w bezimiennych mogiłach zbiorowych, gdzie od 28 lipca 2000 mieści się oficjalnie Polski Cmentarz Wojenny w Katyniu. W miejscu tym prowadzone były ekshumacje i prace archeologiczne. W 1943 jego ciało zostało zidentyfikowane w toku ekshumacji nadzorowanych przez Niemców pod numerem 932 – dosłownie opisany jako Kulisza Leon (raport dzienny z 4 maja 1943). Przy jego szczątkach znaleziono część dowodu osobistego, kartkę, kartę pocztową, świadectwo szczepienia w Kozielsku nr 1714, dwie zapisane kartki, dwa listy oraz krzyż metalowy. Figuruje na liście Komisji Technicznej PCK pod numerem 0932.

## Upamiętnienie
5 października 2007 minister obrony narodowej Aleksander Szczygło mianował go pośmiertnie na stopień porucznika. Awans został ogłoszony 10 listopada 2007 w Warszawie, w trakcie uroczystości „Katyń Pamiętamy – Uczcijmy Pamięć Bohaterów”.
Jest patronem ulicy w Przedczu, na miejscowym cmentarzu znajduje się jego grób symboliczny.
W ramach akcji „Katyń... pamiętamy” / „Katyń... Ocalić od zapomnienia”, przy Szkole Podstawowej im. Władysława Umińskiego w Przedczu posadzono poświęcony mu Dąb Pamięci.